# Domenico Luigi Valeri

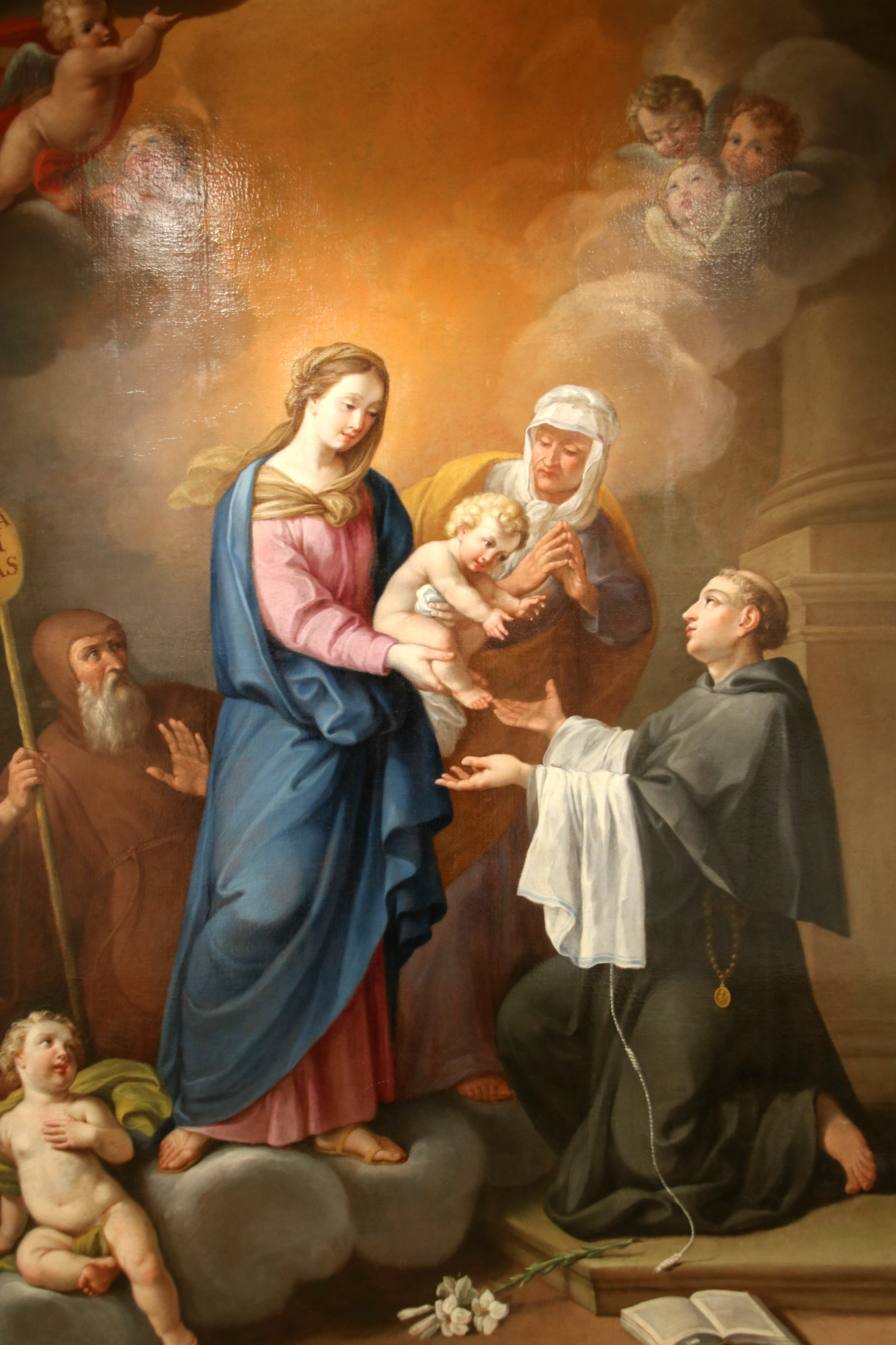
Madonna col Bambino e Santi, 1742, Chiesa dell'Adorazione, Jesi.

Domenico Luigi Valeri (Jesi, 20 agosto 1701 – Camerino, 1770) è stato un architetto e pittore italiano.

## Biografia
Operò sia nel campo pittorico che il quello architettonico, sia livello privato che religioso e divenne uno dei pittori jesini più importanti e produttivi nelle Marche della prima metà del 1700, tanto che venne insignito del titolo di Cavaliere per i suoi meriti artistici.
Lavorò soprattutto a Jesi e nei suoi Castelli, ma negli anni '60 del XVIII secolo fu attivo anche in Umbria (tra Assisi, Spello e Foligno, lasciando in loco numerose opere) e in seguito nel Maceratese (Camerino, Matelica, Macerata e San Severino Marche, dove morì nel 1770.

### Opere architettoniche
- Teatro del Leone, 1728-32, Jesi
- Arco Clementino, 1734[2], Jesi
- Palazzo Pianetti, 1748, Jesi
- Duomo di San Settiminio, disegno per il coro, Jesi
- Palazzo Pini[3], Osimo
- Fontana della Piazza del Comune, 1762[1] Assisi

### Opere pittoriche
- Madonna col Bambino e Santi, 1730-35, per la chiesa di San Filippo a Osimo e oggi nel Museo civico di Osimo
- Pala della Cappellina di famiglia, 1732, Palazzo Balleani, Jesi
- Pala della Nascita della Vergine, 1742, Chiesa dell'Adorazione[2], Jesi
- Madonna col Bambino e Santi, Chiesa dell'Adorazione, Jesi
- Giuditta, Salomone, Sacrificio Iefte e Giudizio di Salomone, 1728, Museo diocesano, Jesi
- Santa Scolastica, Chiesetta di Sant'Anna (Palazzo Mereghi), Jesi
- Tele, Palazzo Ghisleri, Jesi
- Transito di San Giuseppe, Chiesa di San Pietro Apostolo, Monsano
- Ultima Cena, (220x148), 1736, Chiesa del SS. Sacramento, Monsano
- Crocifissione con la Madonna, San Giovanni Evangelista e Maria Maddalena, Chiesa del SS. Sacramento, Monsano
- Visitazione, Chiesa del SS. Sacramento, Monsano
- Tele Ovali, Santuario di Santa Maria fuori Monsano, Monsano
- Affreschi, Chiesa di Santa Maria della Castellaretta, Staffolo
- Elemosina di San Tommaso da Villanova, il beato Alonso de Orozco e San Giovanni da San Facondo, Chiesa di Sant'Agostino, Foligno[4]
- Affreschi, 1757, Chiesa di San Filippo, Bevagna[5]
- Ritratto di Giovanni maria Varano, Camerino[6]
- Madonna con Angeli, Sant'Anna, Giovanni Battista e Carlo Borromeo, 1765), Chiesa del Rosario, Pievebovigliana
- Transito di San Giuseppe, Chiesa di Santa Maria della Piazza, Serrapetrona[7][8]